# Team Lotus (1958-1994)

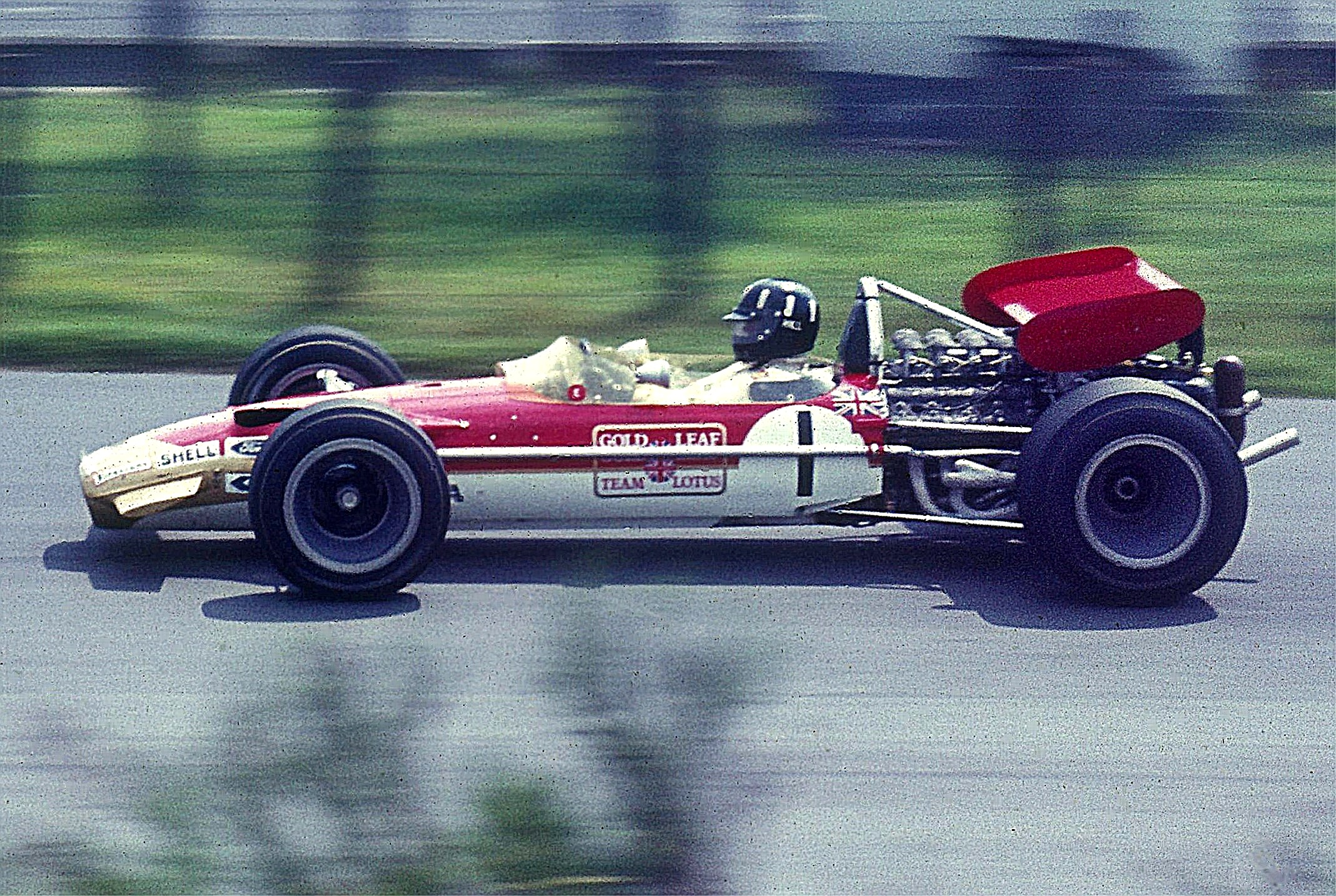
Graham Hill in de Lotus met Gold Leaf-sponsoring

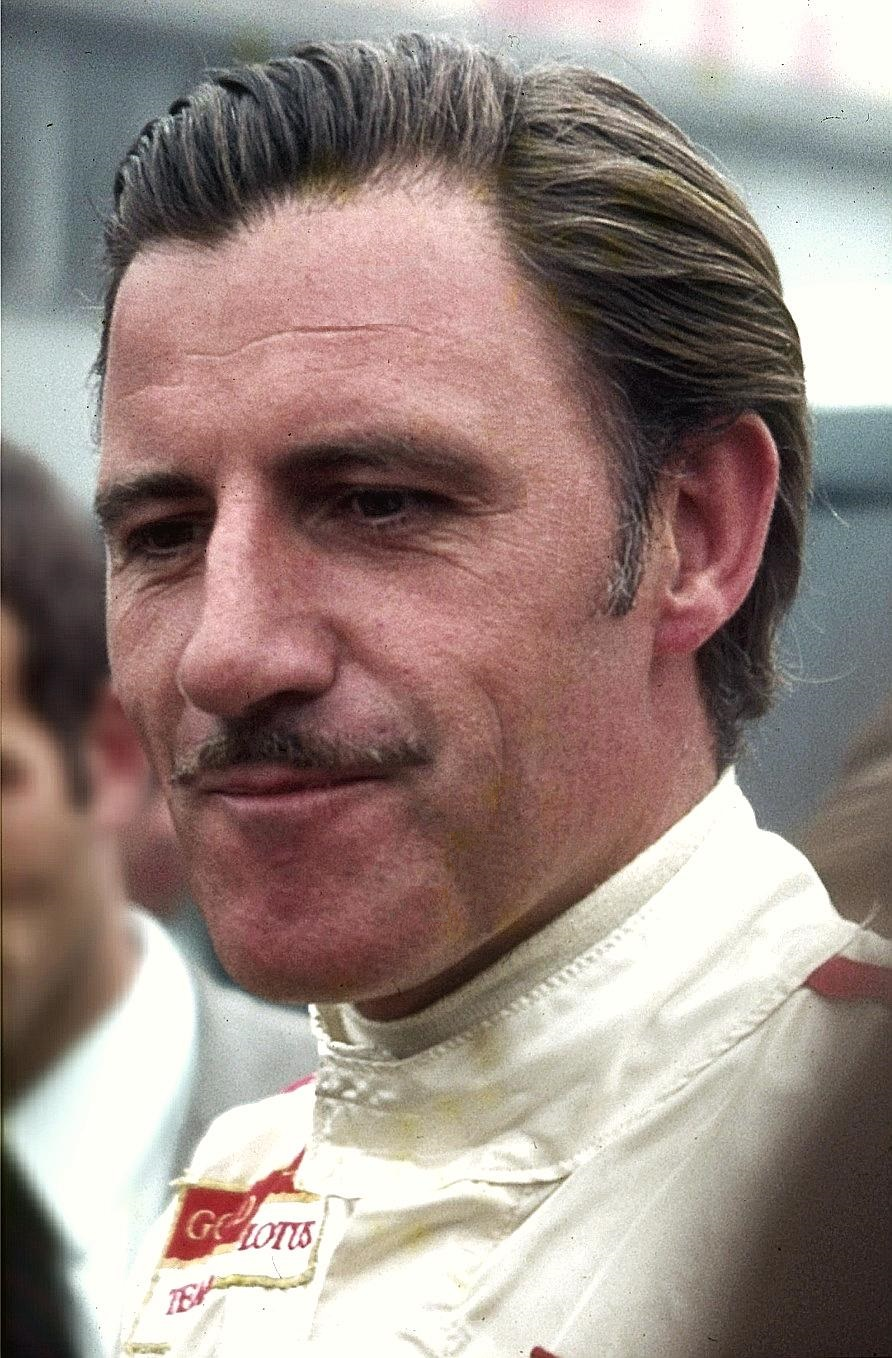
Graham Hill, 1966, GP van Duitsland

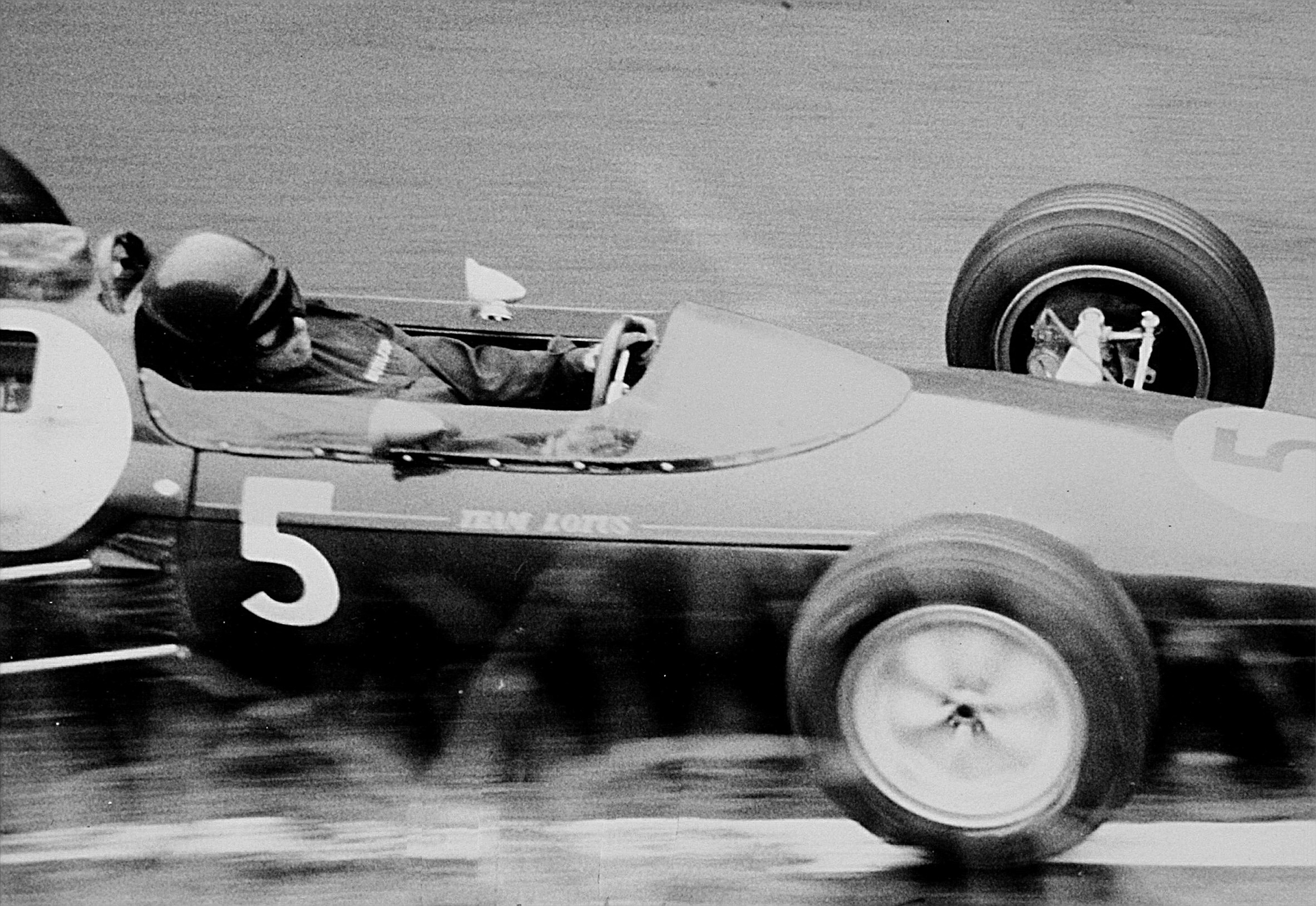
Jim Clark, Lotus 25, 1962, GP van Duitsland, Nürburgring

Lotus was een Engels Formule 1-team, dat actief was van 1958 tot 1994. 
In die periode behaalde de renstal zes wereldkampioenschappen voor coureurs, en zeven voor de constructeurstitel.
Het team had enkele zeer beroemde coureurs als Jim Clark, Graham Hill, Jochen Rindt, Emerson Fittipaldi, Mario Andretti, Ronnie Peterson, Ayrton Senna, Nigel Mansell, Nelson Piquet, Mika Häkkinen, Johnny Herbert en Alessandro Zanardi onder contract.

## Geschiedenis

### Oprichting en debuut Formule 1
Eind jaren veertig richtte Colin Chapman samen met een compagnon Lotus Cars op. In 1948 produceerde het bedrijf zijn eerste auto, en al snel kreeg het de reputatie fris en innovatief te zijn. Bovendien waren Lotus-auto's succesvol in races.
Eind jaren vijftig was er in de Formule 1 een revolutie gaande: in navolging van het Cooper-team schakelden steeds meer teams over van auto's met de motor voorin, naar auto's met de motor achter de rijder, maar voor de achteras (middenmotor). De eerste F1-wagen van Lotus had nog steeds een motor voorin, maar al snel zag Chapman in dat de toekomst lag bij auto's met de motor achter de rijder.
Het allereerste succes voor een Lotus-auto werd niet behaald door het officiële team van Chapman, maar door een privéteam. Stirling Moss won in 1960 de Grand Prix van Monaco met een Lotus 18. In 1961 zorgde Innes Ireland dan eindelijk voor het eerste succes van Chapmans Team Lotus.

### Wereldkampioenen Clark en Hill
In 1960 was de jonge Schot Jim Clark gedebuteerd voor Team Lotus. In 1962 won hij al drie races, maar werd hij in de strijd om de wereldtitel 2e. In 1963 stond er echter geen maat op hem, en pakte hij in de Lotus 25 met zeges in zeven van de tien races de eerste wereldtitel voor Chapman. Dat kunstje zou hij twee jaar later, in 1965, nog eens herhalen in het verder ontwikkelde model Lotus 33. Bovendien won hij dat jaar de Indianapolis 500 race met een Lotus 38.
In 1968 deed Clark op Hockenheim in een Lotus 48 mee aan een Formule 2-race (iets dat in die tijd gewoon was). Nadat waarschijnlijk een band was geklapt of leeggelopen verloor Clark op het met topsnelheid gereden bosgedeelte de macht over het stuur, vloog met hoge snelheid van de baan en reed tegen een boom. Hij overleefde het ongeval niet. De Engelsman Graham Hill, die in 1962 al wereldkampioen was geworden in een BRM, nam het team op sleeptouw en maakte het jaar voor het team weer enigszins goed door de derde wereldtitel voor Lotus binnen te halen.

### Reclame op de racewagens
In 1968 deed Lotus ook van zich spreken om een heel andere reden. Het team was namelijk het eerste met sponsoring op de auto's. Tijdens de GP op Brands Hatch verschenen de wagens plotseling in het rood-wit-goud van tabaksproducent Gold Leaf, in plaats van het traditionele British Racing Green. De BBC dreigde geen verslag van de race te doen als Chapman de reclame-uitingen niet meteen van zijn auto's zou verwijderen. Hij deed dit uiteindelijk ook; maar plaatste als protest microscopisch kleine Gold Leaf-logo's terug. De toon was gezet, en Chapman had de eerste stap genomen die van de Formule 1 de miljoenensport zou maken die ze nu is.

### Kampioenen Rindt en Fittipaldi
In het seizoen 1970 was Lotus met de talentvolle Oostenrijkse coureur Jochen Rindt onderweg naar de vierde wereldtitel, toen het F1-circus neerstreek op het Italiaanse circuit Monza. In de kwalificatietrainingen vloog Rindt door een gebroken remstang van de baan, waarbij de voorkant van zijn wagen afbrak als een luciferhoutje. Rindt had het ongeluk kunnen overleven, als hij tijdens het ongeluk zijn veiligheidsgordels compleet had gedragen. Rindt had de gewoonte wel de schouderbanden te dragen, maar niet de band die tussen zijn benen door liep. Daardoor schoof hij tijdens het ongeluk naar voren en beneden, de cockpit in, en liep hij fatale wonden op in zijn onderlichaam. De Oostenrijker werd 28 jaar. Rindts voorsprong in het algemeen klassement was zo groot, dat hij postuum alsnog tot wereldkampioen Formule 1 van 1970 werd gekroond. Naar aanleiding van het ongeluk werd Colin Chapman in Italië veroordeeld voor doodslag.
Twee jaar later, in 1972, werd Emerson Fittipaldi de jongste wereldkampioen ooit, hij was slechts 25 jaar oud toen hij op Monza met de Lotus 72 definitief buiten het bereik van zijn concurrenten kwam.
In 1973 was de Nederlandse Liane Engeman in onderhandeling met Lotus over een Formule 1-contract. Engeman was in 1972 getrouwd en werd onverwacht zwanger, waardoor het F1-avontuur niet doorging.

### Skirts maken Andretti kampioen
Chapman deed Lotus' innovatieve reputatie eer aan door als eerste een wagen de bouwen met het zogenaamde "grondeffect". Hierbij werd door middel van zogenaamde 'skirts' de auto nog krachtiger op de baan gezogen, zodat de auto's sneller door de bochten konden. Het resultaat was de supersnelle Lotus 79, die Mario Andretti in staat stelde in 1978 wereldkampioen te worden.
Het was dat jaar echter niet alleen maar feest bij Lotus. Bij een grote crash in de openingsronde van de race op Monza brak de Zweed Ronnie Peterson beide benen. Aanvankelijk leek het allemaal mee te vallen, maar de volgende dag werd Peterson in het ziekenhuis getroffen door embolie en raakte hij in een coma. Hij stierf nog diezelfde dag. Desondanks werd hij toch tweede in de strijd om de wereldtitel. De FIA werd steeds bezorgder over de gevaren van de skirts, als een ervan afbrak, was een groot deel van de downforce van de auto in één keer verdwenen, wat tot een grote crash kon leiden. Uiteindelijk werd besloten om vanaf 1983 de skirts en het grondeffect te verbieden.
De titel van Andretti bleek later het laatste grote succes van Lotus in de F1 te zijn. Veelgehoorde kritiek aan het adres van Chapman was dat hij niet meer genoeg betrokkenheid toonde bij het team, en zich te veel bezighield met het gebeuren eromheen. De kans om wat aan alle kritiek te doen kreeg hij niet, want in 1982 werd Chapman getroffen door een hartaanval, die hij niet overleefde. Chapmans rechterhand Peter Warr werd zijn opvolger.

### Opleidingsteam voor talenten
Het succes was nog niet helemaal over voor Lotus, want in de eerste helft van de jaren tachtig werden er nog goede resultaten behaald met Mansell (die weliswaar zijn eerste zege pas behaalde toen hij naar Williams was verkast), Senna (die van Toleman over was gekomen en bij de GP van Portugal 1985 zijn eerste zege boekte) en de Italiaan Elio de Angelis, die het team twee zeges bezorgde, maar tijdens een test in 1986 om het leven kwam. Hij was toen net overgestapt naar het team van Brabham.
Lotus kreeg het steeds moeilijker om grote geldschieters te vinden, en Senna bezorgde het team in 1987 de laatste overwinning, voordat hij naar McLaren vertrok, om daar drie wereldtitels binnen te slepen.
Hierna zakte het team geleidelijk steeds verder weg. Het introduceerde nog wel latere topcoureurs als Häkkinen en Johnny Herbert, maar tot grote successen kwam het team nooit meer. Uiteindelijk was de GP van Australië in 1994 op het circuit van Adelaide de laatste van het eens zo roemruchte Engelse team.
Inmiddels wordt de erfenis van Team Lotus hooggehouden door Clive Chapman (de zoon van Colin en Hazel) met Classic Team Lotus.

## Statistieken
- GP Debuut : GP Monaco 1958
- Laatste GP : GP Australië 1994
- Seizoenen actief in de Formule 1: 37
- vanaf 2010 terug in Formule 1 seizoen 38
- Totaal aantal coureurs: 134
- GP starts : 494
- Niet gestart: 35
- WK punten : 1511
- Overwinningen : 79
- Podiums : 171
- Pole Positions : 107
- Snelste rondes : 71
- Wereldtitels constructeurs : 7
- Wereldtitels coureurs : 6
- Motorleveranciers: Climax, BRM, Ford Cosworth, Renault, Honda, Judd, Lamborghini, Ford, Mugen-Honda

## Wereldkampioenen Lotus (Formule 1)
| Jaar | Coureur            | Punten | Model     |
| 1963 | Jim Clark          | 54     | Lotus 25  |
| 1965 | Jim Clark          | 54     | Lotus 33  |
| 1968 | Graham Hill        | 48     | Lotus 49  |
| 1970 | Jochen Rindt       | 45     | Lotus 72C |
| 1972 | Emerson Fittipaldi | 61     | Lotus 72D |
| 1978 | Mario Andretti     | 64     | Lotus 79  |

## Wereldtitels Constructeurs (Formule 1)
| Jaar | Motor  | Punten |
| 1963 | Climax | 54     |
| 1965 | Climax | 54     |
| 1968 | Ford   | 62     |
| 1970 | Ford   | 59     |
| 1972 | Ford   | 61     |
| 1973 | Ford   | 92     |
| 1978 | Ford   | 86     |